# 花斑扁粒螺
花斑扁粒螺（学名：Euthymella elegans）为左錐螺科扁粒螺屬下的一个种。

## 扩展阅读
- 維基物種上的相關：花斑扁粒螺